# Ptyssoptera lativittella
Ptyssoptera lativittella is een vlinder uit de familie van de Palaephatidae. De wetenschappelijke naam van de soort is voor het eerst geldig gepubliceerd in 1864 door Francis Walker.